# Ingemar Ejve
Bror Ingemar Ejve, född 26 juli 1930 i Bromma, död 1 maj 2006, var en svensk filmklippare, regissör, manusförfattare och filmproducent.
Han är begravd på Nacka norra kyrkogård.

## Regi
- 1962 - Slaget om Stalingrad

## Filmmanus
- 1975 – Maria
- 1977 – Uppdraget

## Producent i urval
- 1971 – Exponerad
- 1975 – Maria
- 1977 – Uppdraget
- 1980 – Barnens ö
- 1981 – Sista budet
- 1981 – Varning för Jönssonligan
- 1982 – Jönssonligan & DynamitHarry
- 1983 – Mot härliga tider
- 1984 – Jönssonligan får guldfeber
- 1984 – Slagskämpen
- 1986 – Jönssonligan dyker upp igen
- 1987 – Mio min Mio
- 1989 – Kronvittnet
- 1992 – Jönssonligan & den svarta diamanten
- 1995 – Jönssonligans största kupp